# 東北福祉大前駅
東北福祉大前駅（とうほくふくしだいまええき）は、宮城県仙台市青葉区国見1丁目にある、東日本旅客鉄道（JR東日本）仙山線の駅である。
東北福祉大学のステーションキャンパス（ステーションキャンパス館）が隣接している。

## 歴史
東北福祉大学の最寄駅としては隣駅の北山駅が機能していたが、同駅からでは坂道となるため同大学が2000年（平成12年）ごろから新駅設置に動き出し、JRや仙台市との間で協議した結果、設置が決まった請願駅である。2000年代には隣接する国見駅、北山駅のラッシュ時のホーム容量が限界に達しており、運行の安全確保に支障をきたすほどになっていたため、当駅の設置により前後の駅の混雑緩和を図るとするJRと市の思惑が一致した。実際に当駅の開業後には、国見、北山両駅の混雑は緩和した。

### 年表
- 2005年（平成17年）
  - 9月：新駅設置を要望。
  - 10月：新駅設置に関する覚書を締結。
  - 11月：施行協定を締結。
- 2006年（平成18年）3月：着工。
- 2007年（平成19年）
  - 3月18日：北山駅 - 国見駅間に新設開業[3]。平日1日当たり上下92本の普通列車が停車する[3]。
  - 5月19日：隣接する東北福祉大学ステーションキャンパス内に「鉄道交流ステーション」が開設される。開設当初の展示は仙山線の歴史についての内容であった。
- 2017年（平成29年）：駅名の英語表記が「Tōhokufukushidaimae」から「Tohoku Fukushi University」へ変更。
- 2021年（令和3年）9月30日：みどりの窓口の営業を終了[5]。
- 2023年（令和5年）3月18日：快速列車が仙台・愛子間で各駅停車となり、全列車停車となる。
- 2024年（令和6年）10月1日：えきねっとQチケのサービスを開始[1][6]。

### 駅名の由来
駅の近くにある東北福祉大学が由来である。
計画当初は「貝ヶ森駅」の仮称が与えられていたが、東北福祉大学が建設費（約11億円：駅隣接のステーションキャンパスを含む）を全額負担することになり、「東北福祉大前駅」の正式名称が決まった。

## 駅構造
単式ホーム1面1線（8両編成対応）を有する地上駅である。S字カーブ上にホームがあるのでホームの形状は歪んでいる。反向曲線区間および縦断勾配（25‰）が厳しい箇所であるため、JR東日本の実施基準に基づき「特別の構造承認」の社内手続きをおこない施工された。
仙台地区センター管理の業務委託駅（JR東日本東北総合サービス委託）である。自動改札機（Suica、えきねっとQチケ対応）、自動券売機、ホーム上にベンチと自動販売機が設置されている。
JRの特定都区市内制度における「仙台市内」の駅である。

### のりば
| 番線 | 路線    | 方向 | 行先           |
| ---- | ------- | ---- | -------------- |
| 1    | ■仙山線 | 下り | 作並・山形方面 |
| 1    | ■仙山線 | 上り | 仙台方面       |

- 1面1線だが、ホームでは1番線との表記がある。

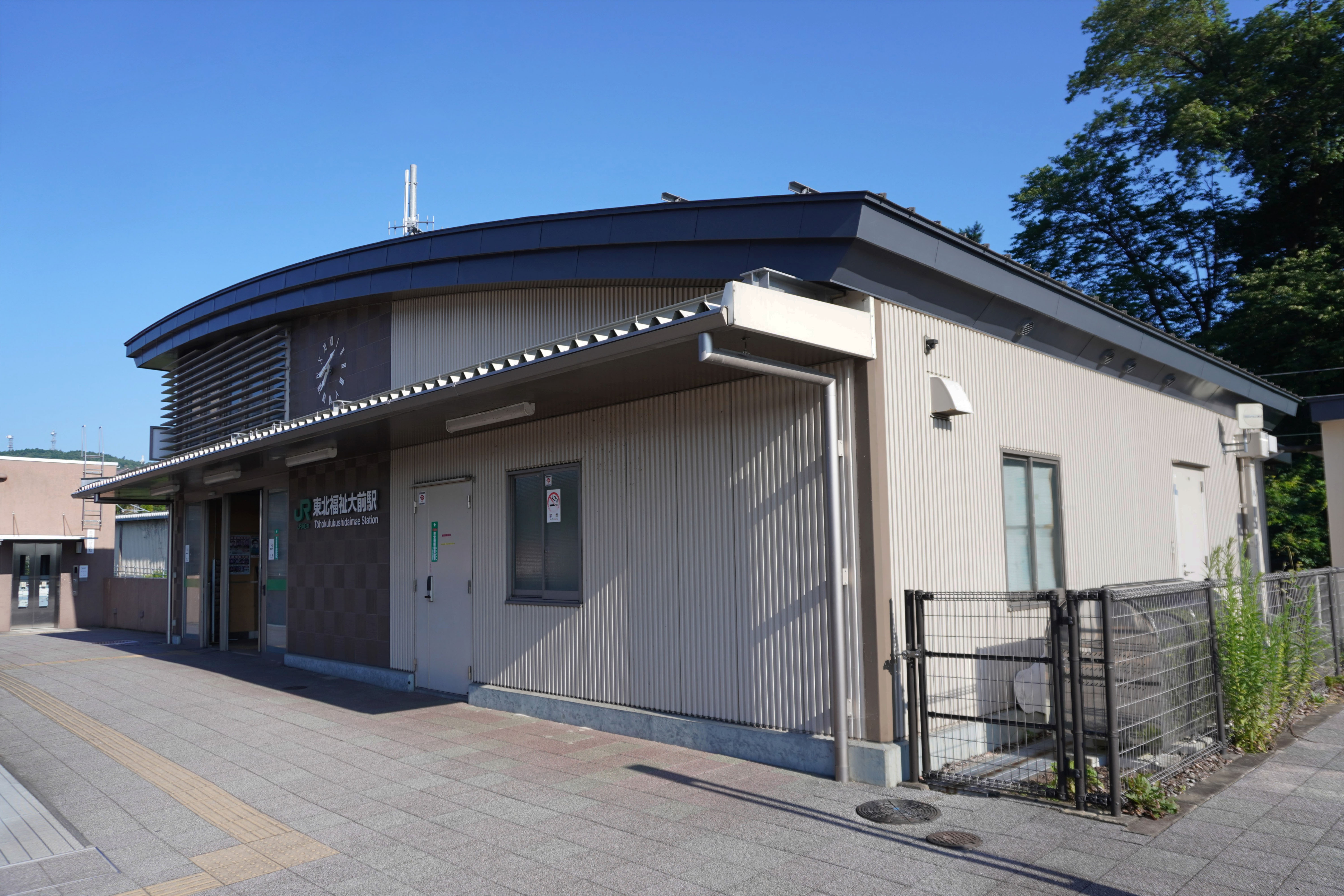
駅出入口（2023年7月）
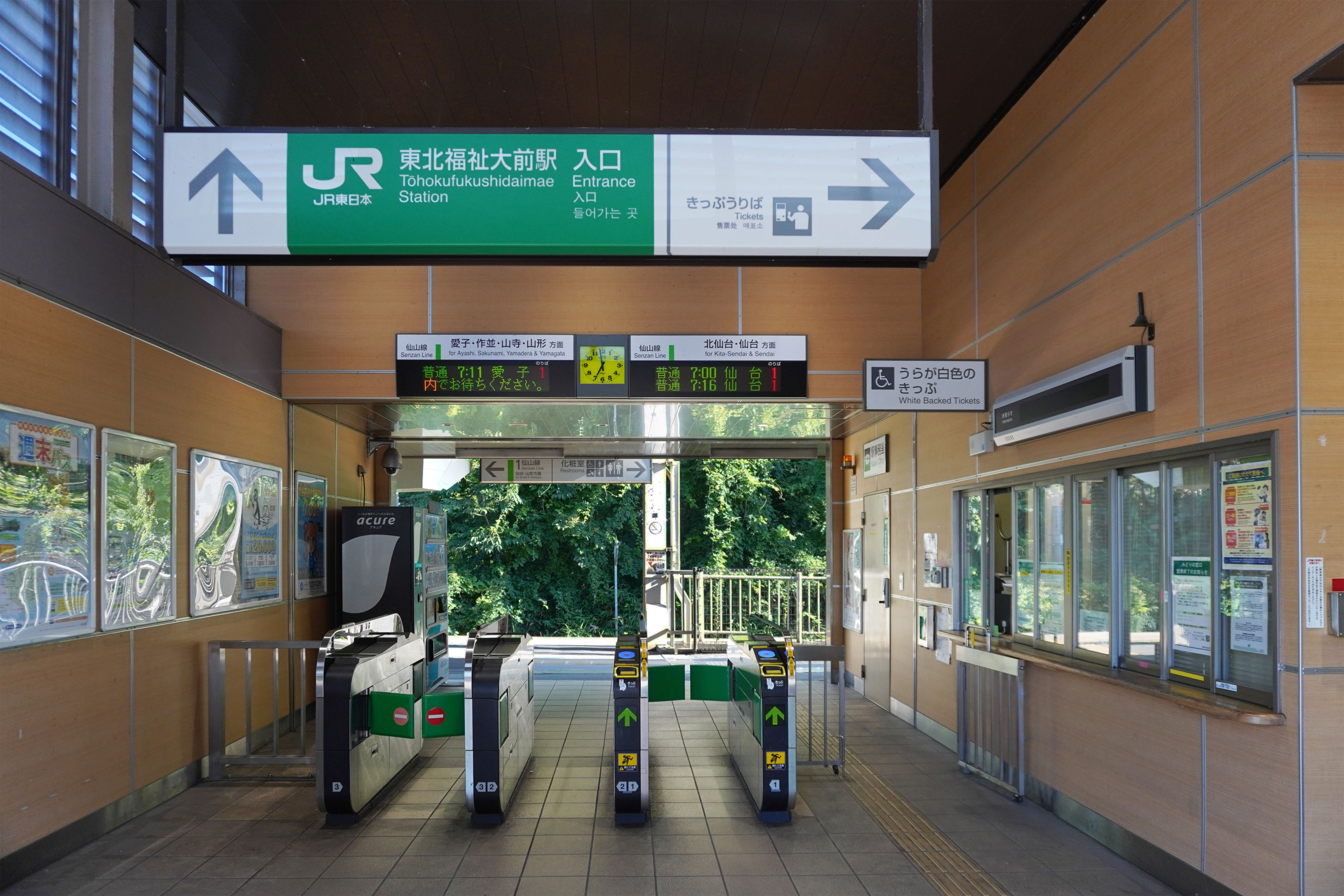
改札口（2023年7月）
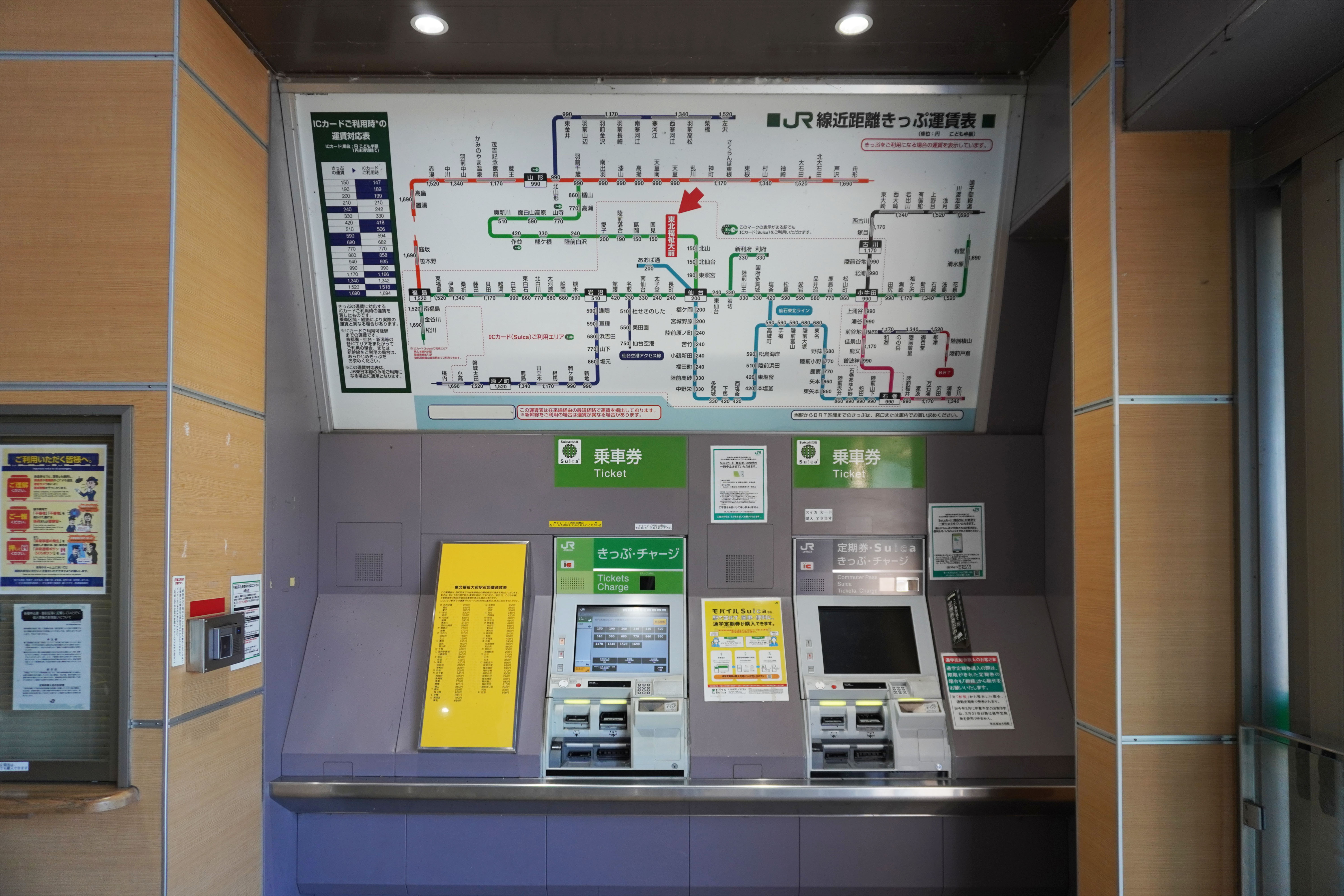
自動券売機（2023年7月）
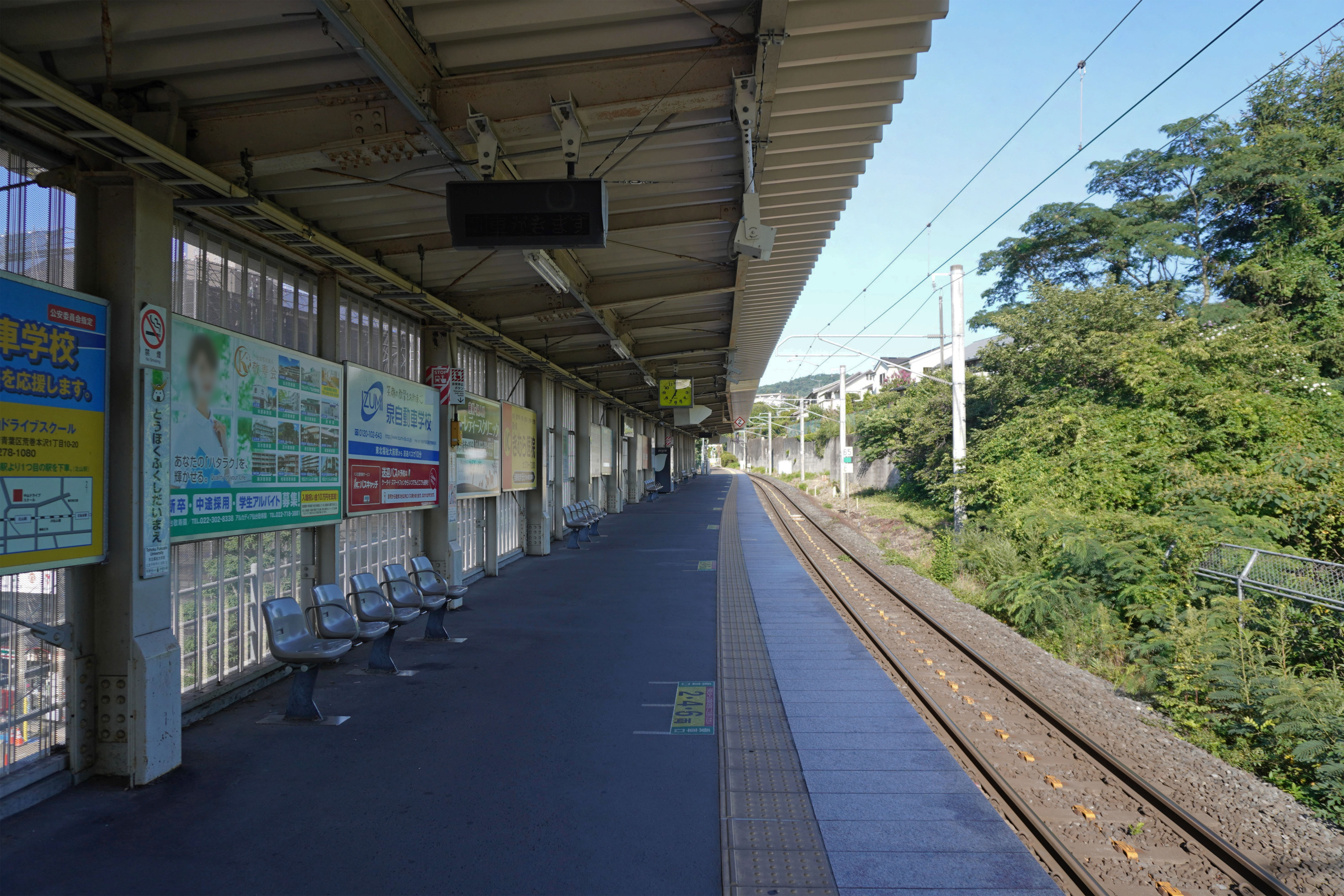
ホーム（2023年7月）

## 利用状況
JR東日本によると、2023年度（令和5年度）の1日平均乗車人員は3,083人である。
開業後の推移は以下のとおりである。
| 1日平均乗車人員推移 | 1日平均乗車人員推移 | 1日平均乗車人員推移 | 1日平均乗車人員推移 | 1日平均乗車人員推移 |
| 年度                | 定期外              | 定期                | 合計                | 出典                |
| ------------------- | ------------------- | ------------------- | ------------------- | ------------------- |
| 2006年（平成18年）  | 643                 | 441                 | 1,083               | [ J 2 ] [ 市 1 ]    |
| 2007年（平成19年）  | 756                 | 1,201               | 1,957               | [ J 3 ] [ 市 2 ]    |
| 2008年（平成20年）  |                     |                     | 2,369               | [ J 4 ] [ 市 3 ]    |
| 2009年（平成21年）  |                     |                     | 2,628               | [ J 5 ] [ 市 3 ]    |
| 2010年（平成22年）  |                     |                     | 2,760               | [ J 6 ] [ 市 3 ]    |
| 2011年（平成23年）  |                     |                     | 2,684               | [ J 7 ] [ 市 3 ]    |
| 2012年（平成24年）  | 951                 | 1,938               | 2,889               | [ J 8 ] [ 市 3 ]    |
| 2013年（平成25年）  | 1,014               | 2,135               | 3,149               | [ J 9 ] [ 市 4 ]    |
| 2014年（平成26年）  | 1,018               | 2,102               | 3,121               | [ J 10 ] [ 市 4 ]   |
| 2015年（平成27年）  | 1,021               | 2,240               | 3,261               | [ J 11 ] [ 市 4 ]   |
| 2016年（平成28年）  | 1,033               | 2,400               | 3,433               | [ J 12 ] [ 市 4 ]   |
| 2017年（平成29年）  | 1,046               | 2,467               | 3,514               | [ J 13 ] [ 市 4 ]   |
| 2018年（平成30年）  | 1,081               | 2,564               | 3,645               | [ J 14 ] [ 市 5 ]   |
| 2019年（令和元年）  | 1,020               | 2,558               | 3,579               | [ J 15 ] [ 市 5 ]   |
| 2020年（令和02年）  | 567                 | 992                 | 1,560               | [ J 16 ] [ 市 5 ]   |
| 2021年（令和03年）  | 759                 | 1,713               | 2,472               | [ J 17 ] [ 市 5 ]   |
| 2022年（令和04年）  | 843                 | 2,037               | 2,881               | [ J 18 ]            |
| 2023年（令和05年）  | 908                 | 2,175               | 3,083               | [ J 1 ]             |

1日平均乗車人員（単位：人/日）

## 駅周辺
- 東北福祉大学ステーションキャンパス館[注 2]
  - 鉄道交流ステーション[注 3] - 駅周辺の開発許可を得る際、地域連携を求められたことから開設された[4]。
- 東北福祉大学せんだんホスピタル
- 東北福祉看護学校
- 仙台貝ヶ森郵便局
- 仙台子平町郵便局
- 国見台病院
- 壽徳寺
- 仙台市立国見小学校
- 仙台市立八幡小学校
- 仙台市立第一中学校
- 仙台市貝ヶ森市民センター
- 大崎八幡宮
- 龍宝寺
- 貝ヶ森団地
- 恵通苑団地
- 土橋通り
- 仙台市青葉消防署国見出張所
- 七十七銀行国見支店（廃止）

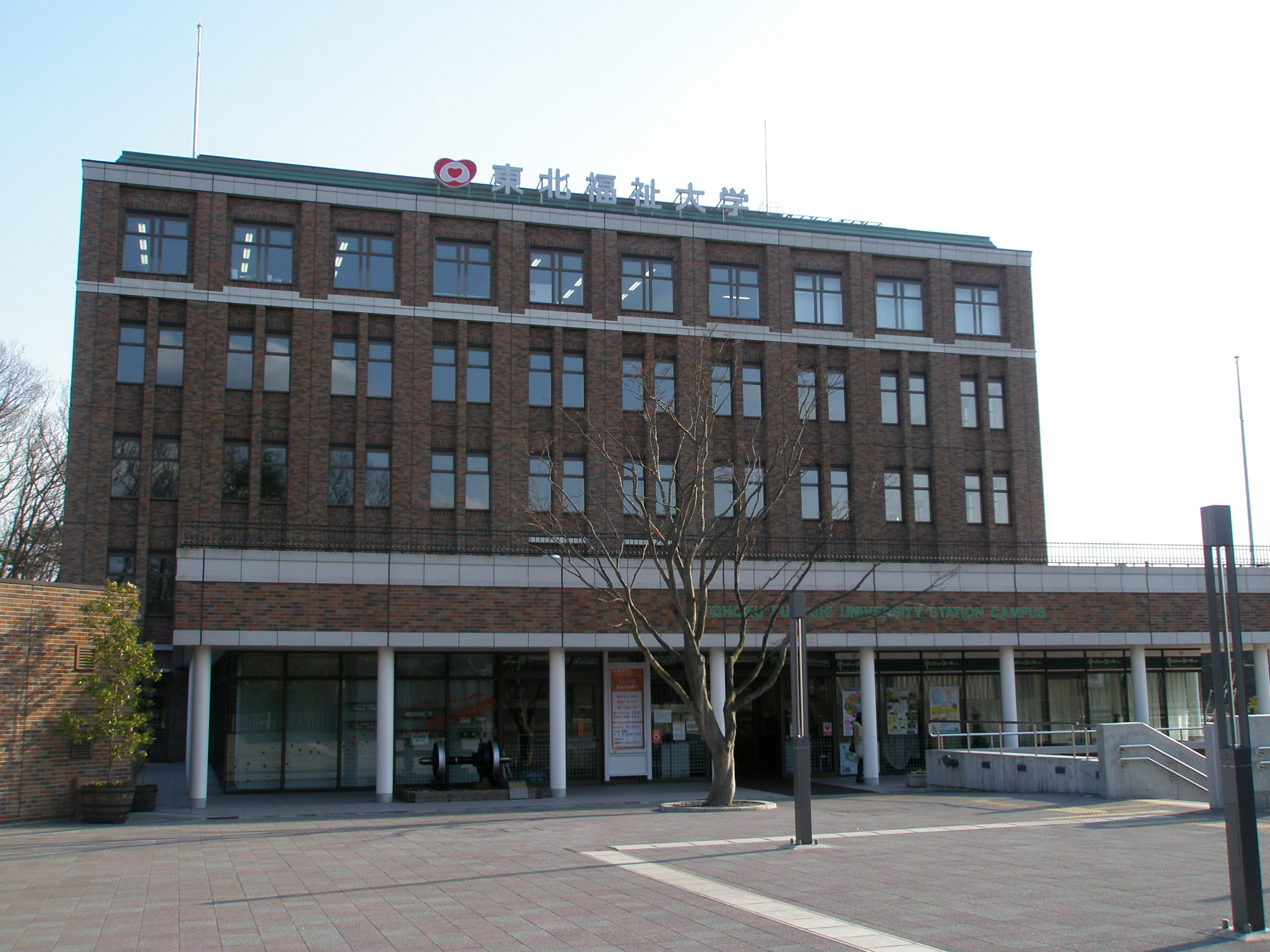
東北福祉大学ステーションキャンパス館
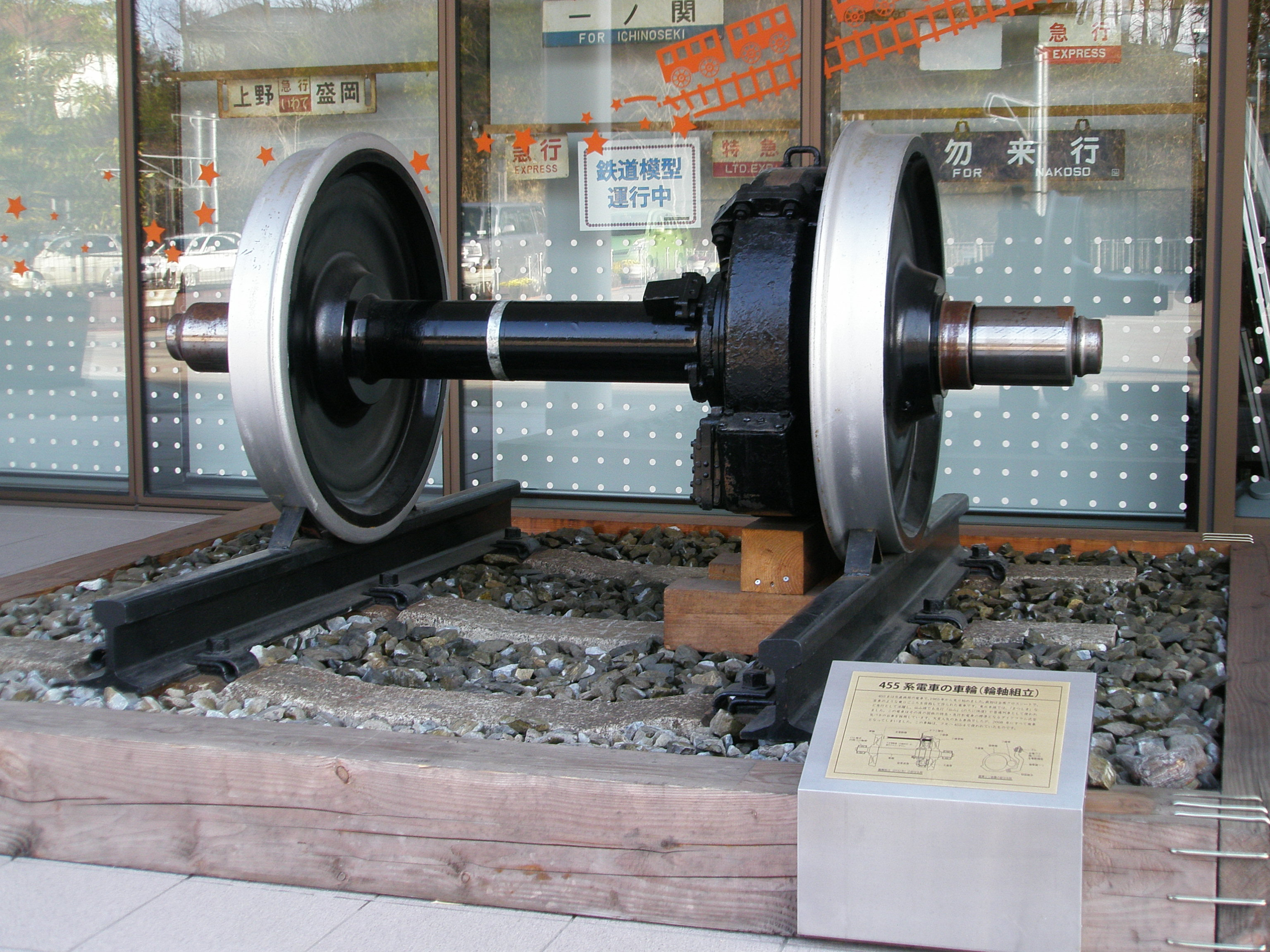
ステーションキャンパス館の入り口では455系電車の車輪が展示されている。

## バス路線
「JR東北福祉大前駅」停留所にて、仙台市営バスの路線バスが発着する。
1番のりば
- 870：国見ヶ丘三丁目福祉大野球場前
- 875・X870：実沢営業所
- 876：泉ビレジ四丁目
- 877・878：青陵中等教育学校前

2番のりば
- S870・S875・S876・S877：仙台駅前

## 隣の駅
東日本旅客鉄道（JR東日本）
■仙山線
□快速・■普通
北山駅 - 東北福祉大前駅 - 国見駅

### 記事本文